# 哈斯克爾 (印第安納州)
哈斯克爾是位於美國印地安納州拉波特縣的一個非建制地區。

## 名稱
該鎮原始名稱為哈斯克爾站（Haskell Station），但多年來該站點一直在下降，所以名稱改爲哈斯克爾。

## 歷史
根據當地文獻，該城鎮最初的構思人為A. Culver，他同時也確定了該城鎮的位置。